# Julij Woroncow
Julij Michajłowicz Woroncow (ros. Ю́лий Миха́йлович Воронцо́в, ur. 7 października 1929 w Leningradzie, zm. 12 grudnia 2007 w Moskwie) – radziecki i rosyjski dyplomata.

## Życiorys
W 1952 ukończył Moskiewski Państwowy Instytut Stosunków Międzynarodowych i podjął pracę w Ministerstwie Spraw Zagranicznych ZSRR, od 1954 na placówce dyplomatycznej ZSRR w USA, później był attaché w Stałym Przedstawicielstwie ZSRR w ONZ, następnie radcą Ambasady ZSRR w USA. W latach 1963–1965 radca w Stałym Przedstawicielstwie ZSRR w ONZ, brał udział w rokowaniach w Genewie dotyczących rozbrojenia, 1970–1977 poseł-radca Ambasady ZSRR w Waszyngtonie, 1977–1978 stał na czele delegacji ZSRR na międzynarodowym spotkaniu dotyczącym bezpieczeństwa i współpracy w Europie (Belgrad). Od 14 grudnia 1977 do 20 stycznia 1983 ambasador nadzwyczajny i pełnomocny ZSRR w Indiach, od 20 stycznia 1983 do 19 czerwca 1986 ambasador nadzwyczajny i pełnomocny ZSRR we Francji. Brał udział w przygotowywaniu historycznego spotkania między przywódcami ZSRR i USA Michaiłem Gorbaczowem i Ronaldem Reaganem, na którym podpisano traktat o likwidacji rakiet średniego zasięgu w Europie (8 grudnia 1987). W latach 1987–1988 I zastępca ministra spraw zagranicznych ZSRR, od 14 października 1988 do 15 września 1989 ambasador nadzwyczajny i pełnomocny ZSRR w Afganistanie, od 18 kwietnia 1990 do 23 lipca 1994 stały przedstawiciel ZSRR/Rosji przy ONZ. W latach 1994–1998 ambasador nadzwyczajny i pełnomocny Rosji w USA, 1998–2000 doradca prezydenta Rosji ds. zagadnień polityki zagranicznej. Pochowany na Cmentarzu Nowodziewiczym.

## Odznaczenia
- Order „Za zasługi dla Ojczyzny” III klasy
- Order Honoru
- Order Lenina
- Order Rewolucji Październikowej
- Order Czerwonego Sztandaru Pracy (dwukrotnie)
- Order „Znak Honoru”
- Order Padma Bhushan[1]

I medale.